# Olympische Sommerspiele 1936/Leichtathletik – 800 m (Männer)

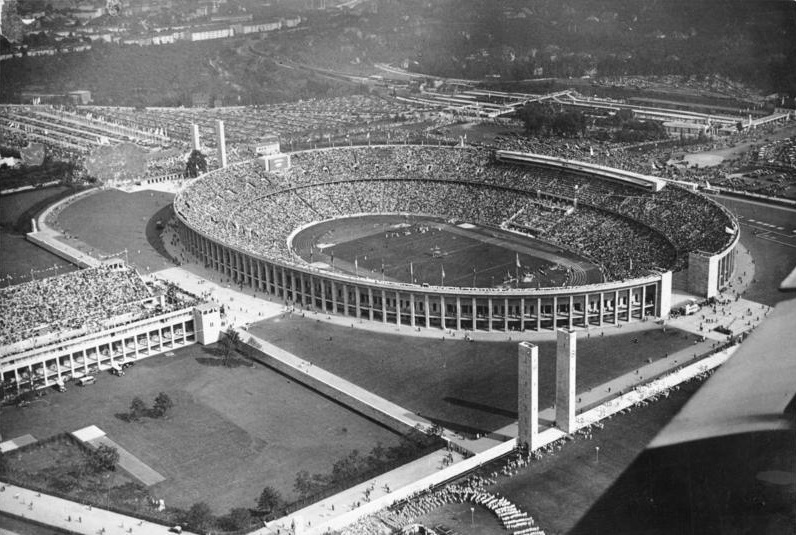
Das Olympiastadion in Berlin

Der 800-Meter-Lauf der Männer bei den Olympischen Spielen 1936 in Berlin wurde vom 2. bis zum 4. August 1936 im Olympiastadion Berlin ausgetragen. 42 Athleten nahmen teil.
Olympiasieger wurde der US-Amerikaner John Woodruff vor dem Italiener Mario Lanzi. Bronze gewann Phil Edwards aus Kanada.

## Bestehende Rekorde
| Weltrekord         | 1:49,8 min | Tommy Hampson ( Großbritannien)          | Los Angeles, USA           | 2. August 1932 |
| Weltrekord         | 1:49,8 min | Ben Eastman ( USA) – 880 yds = 804,672 m | Princeton, USA             | 16. Juni 1934  |
| Olympischer Rekord | 1:49,8 min | Tommy Hampson ( Großbritannien)          | Finale OS Los Angeles, USA | 2. August 1932 |

Der bestehende Olympia- und gleichzeitig Weltrekord blieb bei diesen Spielen unerreicht. Es gab kein Rennen unter 1:52 Minuten.

## Durchführung des Wettbewerbs
Die Läufer traten am 2. August zu sechs Vorläufen an. Die jeweils vier besten Athleten – hellblau unterlegt – qualifizierten sich für das Halbfinale. Aus den am 3. August durchgeführten drei Vorentscheidungen kamen die jeweils drei Laufbesten – wiederum hellblau unterlegt – in das Finale am 5. August.

## Vorläufe
6. August 1936, 10.30 Uhr

Wetterbedingungen: bedeckt, 19 °C, Windgeschwindigkeiten von ca. 2,0 m/s.
Es sind nicht alle Zeiten überliefert.

### Vorlauf 1
| Platz | Name                | Nation          | Zeit       | Anmerkung |
| ----- | ------------------- | --------------- | ---------- | --------- |
| 1     | Phil Edwards        | Kanada          | 1:53,7 min |           |
| 2     | Charles Hornbostel  | USA             | 1:53,7 min |           |
| 3     | Jean Verhaert       | Belgien         | 1:54,3 min |           |
| 4     | Ferenc Temesvári    | Ungarn          | 1:55,0 min |           |
| 5     | Pierre Hemmer       | Luxemburg       | 1:56,3 min |           |
| 6     | Rudolf Harbig       | Deutsches Reich | 1:56,8 min |           |
| 7     | Francisco Váldez    | Peru            | k. A.      |           |
| 8     | Stavros Velkopoulos | Griechenland    | k. A.      |           |

### Vorlauf 2
| Platz | Name             | Nation      | Zeit       | Anmerkung |
| ----- | ---------------- | ----------- | ---------- | --------- |
| 1     | Harry Williamson | USA         | 1:56,2 min |           |
| 2     | Charles Conway   | Kanada      | 1:56,2 min |           |
| 3     | Pat Boot         | Neuseeland  | 1:56,6 min |           |
| 4     | Emil Hübscher    | Österreich  | 1:57,3 min |           |
| 5     | Emil Goršek      | Jugoslawien | 1:59,5 min |           |
| 6     | Carlos Marcenaro | Peru        | 2:00,8 min |           |

### Vorlauf 3
| Platz | Name              | Nation                | Zeit       | Anmerkung |
| ----- | ----------------- | --------------------- | ---------- | --------- |
| 1     | Brian MacCabe     | Großbritannien        | 1:54,5 min |           |
| 2     | Raymond Petit     | Frankreich            | 1:54,8 min |           |
| 3     | Hjalle Johannesen | Norwegen              | 1:54,9 min |           |
| 4     | Ewald Mertens     | Deutsches Reich       | 1:55,1 min |           |
| 5     | Clarke Scholtz    | Südafrikanische Union | 1:57,6 min |           |
| 6     | Toshinao Tomie    | Japan                 | 1:59,9 min |           |
| 7     | Stanislav Otáhal  | Tschechoslowakei      | k. A.      |           |
| 8     | Gyan Bhalla       | Britisch-Indien       | k. A.      |           |

### Vorlauf 4

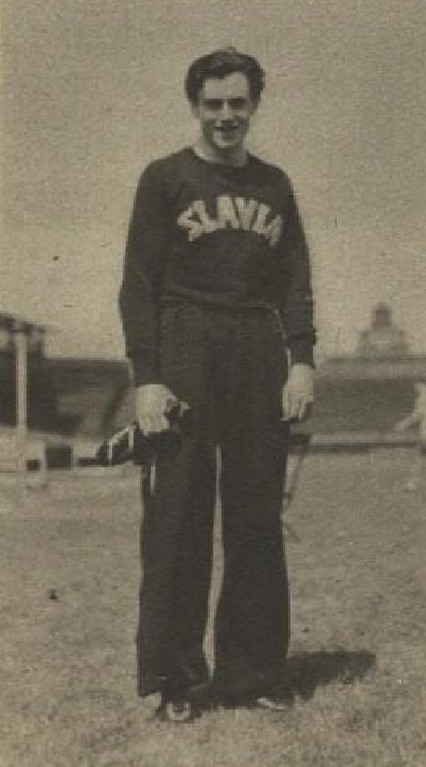
Evžen Rošický – ausgeschieden als Fünfter des vierten Vorlaufs
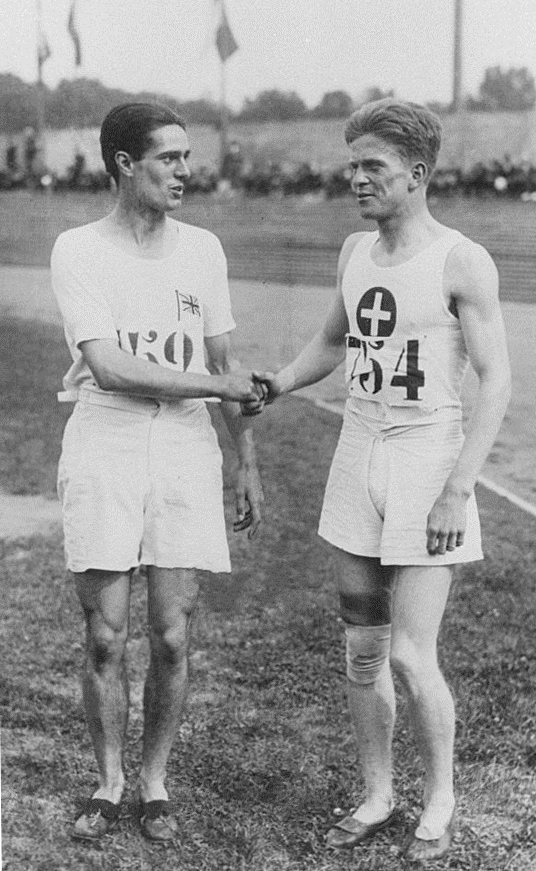
Paul Martin (rechts, nach seinem zweiten Rang bei den Spielen 1924) – ausgeschieden als Sechster des vierten Vorlaufs

| Platz | Name             | Nation           | Zeit       | Anmerkung |
| ----- | ---------------- | ---------------- | ---------- | --------- |
| 1     | Gerald Backhouse | Australien       | 1:57,7 min |           |
| 2     | Miklós Szabó     | Ungarn           | 1:57,8 min |           |
| 3     | John Woodruff    | USA              | 1:58,7 min |           |
| 4     | Frank Handley    | Großbritannien   | 1:58,9 min |           |
| 5     | Evžen Rošický    | Tschechoslowakei | 1:59,5 min |           |
| 6     | Paul Martin      | Schweiz          | 2:00,0 min |           |
| 7     | Charles Stein    | Luxemburg        | k. A.      |           |

### Vorlauf 5
| Platz | Name                     | Nation                | Zeit       | Anmerkung |
| ----- | ------------------------ | --------------------- | ---------- | --------- |
| 1     | Jack Powell              | Großbritannien        | 1:56,0 min |           |
| 2     | Mario Lanzi              | Königreich Italien    | 1:56,1 min |           |
| 3     | Franz Eichberger         | Österreich            | 1:56,3 min |           |
| 4     | József Vadas             | Ungarn                | 1:56,5 min |           |
| 5     | Willie Botha             | Südafrikanische Union | 1:57,0 min |           |
| 6     | Grigorios Georgakopoulos | Griechenland          | 1:57,3 min |           |
| 7     | Jack Liddle              | Kanada                | k. A.      |           |

### Vorlauf 6
| Platz | Name                 | Nation                | Zeit       | Anmerkung |
| ----- | -------------------- | --------------------- | ---------- | --------- |
| 1     | Juan Carlos Anderson | Argentinien           | 1:55,1 min |           |
| 2     | Kazimierz Kucharski  | Polen                 | 1:55,7 min |           |
| 3     | Wolfgang Dessecker   | Deutsches Reich       | 1:56,0 min |           |
| 4     | René Soulier         | Frankreich            | 1:56,1 min |           |
| 5     | William Lindeque     | Südafrikanische Union | 1:56,4 min |           |
| 6     | Kumao Aochi          | Japan                 | 1:56,8 min |           |

## Halbfinale

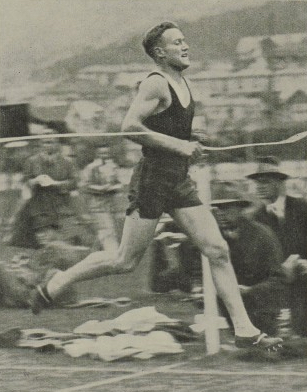
Pat Boot – ausgeschieden als Siebter des ersten Halbfinals

3. August 1936, 15.15 Uhr
Wetterbedingungen: bedeckt, 19 °C, Windgeschwindigkeit bei ca. 2,4 m/s
Es sind nicht alle Zeiten überliefert.

### Lauf 1
| Platz | Name                 | Nation          | Zeit       | Anmerkung |
| ----- | -------------------- | --------------- | ---------- | --------- |
| 1     | John Woodruff        | USA             | 1:52,7 min |           |
| 2     | Kazimierz Kucharski  | Polen           | 1:54,7 min |           |
| 3     | Juan Carlos Anderson | Argentinien     | 1:54,8 min |           |
| 4     | Miklós Szabó         | Ungarn          | 1:55,1 min |           |
| 5     | Wolfgang Dessecker   | Deutsches Reich | 1:55,3 min |           |
| 6     | Franz Eichberger     | Österreich      | 1:56,2 min |           |
| 7     | Pat Boot             | Neuseeland      | k. A.      |           |
| 8     | Frank Handley        | Großbritannien  | k. A.      |           |

### Lauf 2

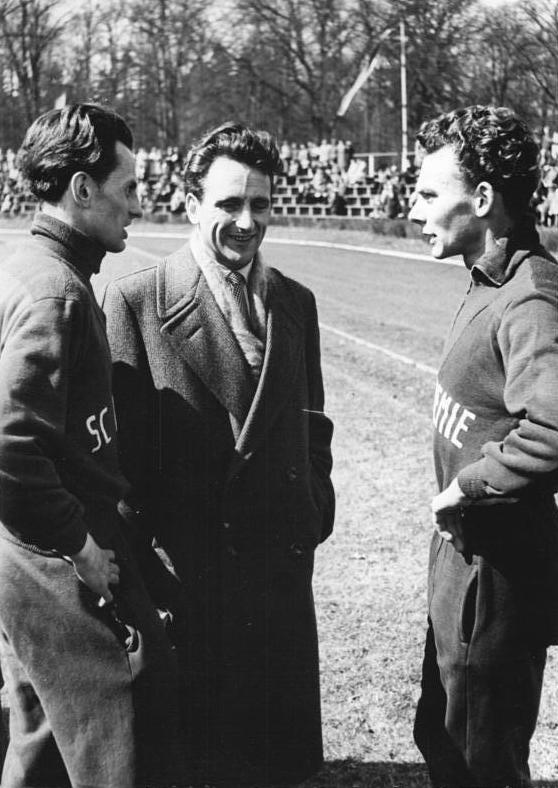
Ewald Mertens (Mitte, im Jahr 1958 als Trainer) – ausgeschieden als Fünfter des zweiten Halbfinals

| Platz | Name             | Nation          | Zeit       | Anmerkung |
| ----- | ---------------- | --------------- | ---------- | --------- |
| 1     | Harry Williamson | USA             | 1:53,1 min |           |
| 2     | Gerald Backhouse | Australien      | 1:53,2 min |           |
| 3     | Phil Edwards     | Kanada          | 1:53,2 min |           |
| 4     | Jack Powell      | Großbritannien  | 1:54,8 min |           |
| 5     | Ewald Mertens    | Deutsches Reich | 1:54,9 min |           |
| 6     | René Soulier     | Frankreich      | 1:56,8 min |           |
| 7     | Emil Hübscher    | Österreich      | k. A.      |           |
| 8     | József Vadas     | Ungarn          | k. A.      |           |

### Lauf 3
| Platz | Name               | Nation             | Zeit       | Anmerkung |
| ----- | ------------------ | ------------------ | ---------- | --------- |
| 1     | Charles Hornbostel | USA                | 1:53,2 min |           |
| 2     | Mario Lanzi        | Königreich Italien | 1:54,1 min |           |
| 3     | Brian MacCabe      | Großbritannien     | 1:55,4 min |           |
| 4     | Raymond Petit      | Frankreich         | 1:55,7 min |           |
| 5     | Charles Conway     | Kanada             | 1:55,9 min |           |
| 6     | Hjalle Johannesen  | Norwegen           | 1:56,0 min |           |
| 7     | Ferenc Temesvári   | Ungarn             | k. A.      |           |
| 8     | Jean Verhaert      | Belgien            | k. A.      |           |

## Finale
4. August 1936, 17.45 Uhr

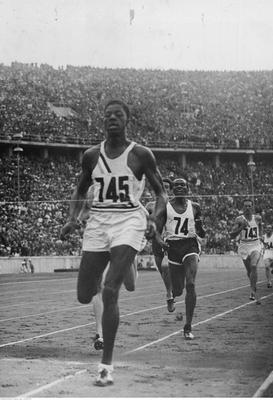
Finaleinlauf 800 Meter

Wetterbedingungen: leicht bewölkt, 17,2 °C, Windgeschwindigkeit von 3,7 m/s.
| Platz | Name                 | Nation             | Zeit       | Anmerkung |
| ----- | -------------------- | ------------------ | ---------- | --------- |
| 1     | John Woodruff        | USA                | 1:52,9 min |           |
| 2     | Mario Lanzi          | Königreich Italien | 1:53,3 min |           |
| 3     | Phil Edwards         | Kanada             | 1:53,6 min |           |
| 4     | Kazimierz Kucharski  | Polen              | 1:53,8 min |           |
| 5     | Charles Hornbostel   | USA                | 1:54,6 min |           |
| 6     | Harry Williamson     | USA                | 1:55,8 min |           |
| 7     | Juan Carlos Anderson | Argentinien        | k. A.      |           |
| 8     | Gerald Backhouse     | Australien         | k. A.      |           |
| 9     | Brian MacCabe        | Großbritannien     | k. A.      |           |

John Woodruff wartete im Olympiajahr mit einem enormen Leistungssprung über 800 Meter auf, ähnlich wie das bei Archie Williams über 400 Meter der Fall war. Von 1:55,1 min aus dem Jahr 1935 verbesserte Woodruff sich als Sieger der US-Olympiaausscheidungen auf 1:49,9 min. So reiste er als Mitfavorit nach Berlin. Im Finale war auch der Kanadier Phil Edwards, Olympiavierter von 1928 und Bronzemedaillengewinner von 1932, wieder dabei. In der Vergangenheit hatte er seine Rennen immer wieder von vorne mit hohem Tempo gestaltet. Auch diesmal nahm er zunächst wieder die Spitze, aber entgegen seinen sonstigen Gepflogenheiten lief er eher mit der Geschwindigkeit eines Bummelzuges. So gab es im Feld ein paar kleinere Rempeleien. Die 400-Meter-Marke wurde in 57,4 s passiert. Woodruff ergriff als Erster die Initiative, übernahm mit einem starken Antritt die Führung und legte gleich einige Meter Abstand zwischen sich und dem Rest des Feldes. Der Italiener Mario Lanzi spurtete nun von weit hinten kommend an seinen Kontrahenten vorbei, konnte Woodruff jedoch nicht mehr erreichen. So gab es Gold für Woodruff, Silber für Lanzi und noch einmal Bronze für Edwards.
Phil Edwards gewann hier seine dritte Bronzemedaille, nachdem er 1932 Rang drei über 800 und 1500 Meter belegt hatte. Außerdem hatte er 1928 Platz vier über 800 Meter erreicht.

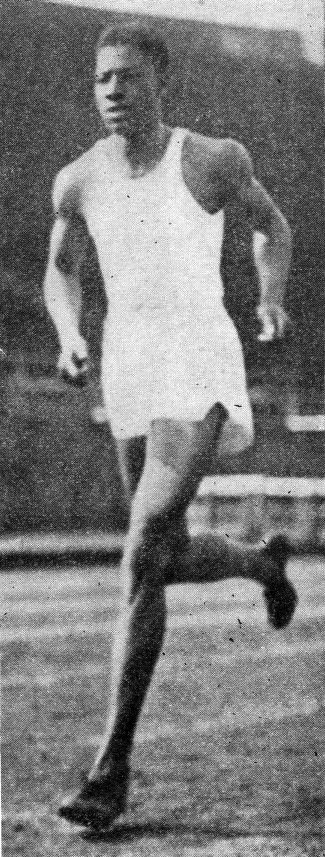
Olympiasieger John Woodruff
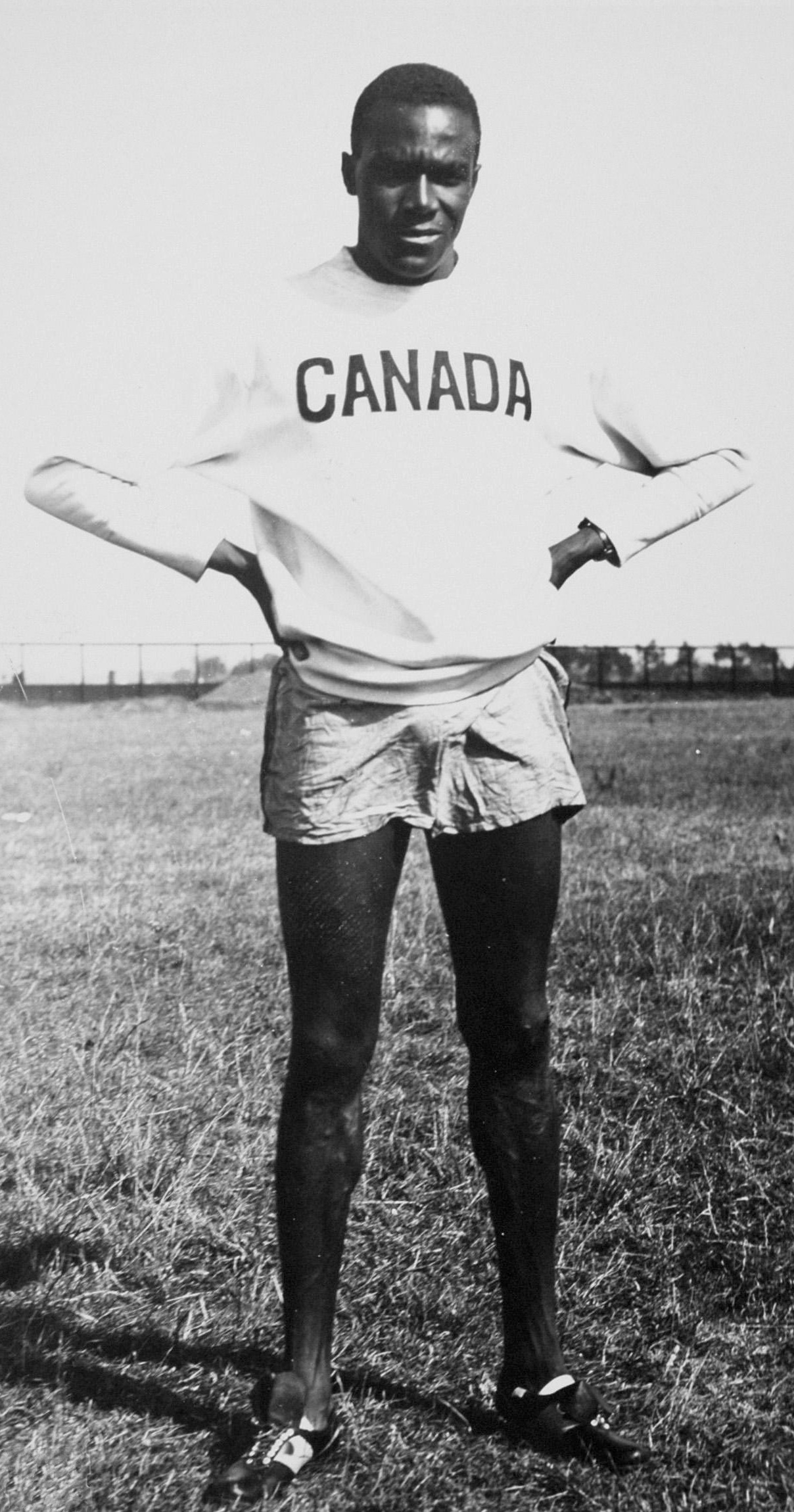
Bronzemedaillengewinner Phil Edwards – 1928 Vierter / 1932 und 1936 jeweils Dritter – erreichte zum dritten Mal in Folge das 800-Meter-Finale
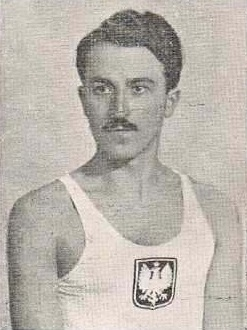
Kazimierz Kucharski belegte im Finale Rang vier

## Videolinks
- 1936, 800m, Men, Olympic Games, Berlin, youtube.com, abgerufen am 11. Juli 2021
- Berlin 1936 - Olympics - Olympia - Athletics - Leichtathletik - Footage 3, Bereich 9:25 min bis 10:21 min, youtube.com, abgerufen am 11. Juli 2021